# 389 v. Chr.
Portal Geschichte | Portal Biografien | Aktuelle Ereignisse | Jahreskalender | Tagesartikel

◄ |
5. Jahrhundert v. Chr. |
4. Jahrhundert v. Chr. |
3. Jahrhundert v. Chr. |
►

◄ | 400er v. Chr. | 390er v. Chr. | 380er v. Chr. | 370er v. Chr. |
360er v. Chr. |
►

◄◄ | ◄ | 392 v. Chr. | 391 v. Chr. | 390 v. Chr. | 389 v. Chr. |
388 v. Chr. |
387 v. Chr. |
386 v. Chr. |
► |
►►

## Ereignisse

### Westliches Mittelmeer
- Lucius Valerius Potitus Poplicola, Lucius Verginius Tricostus Esquilinus, Publius Cornelius, Aulus Manlius Capitolinus, Lucius Aemilius Mamercinus und Lucius Postumius Albinus Regillensis werden römische Konsulartribunen.
- Marcus Furius und Lucius Papirius werden römische Censoren.
- Schlacht am Elleporus: Dionysios I. von Syrakus greift den Italiotischen Bund, eine Vereinigung griechischer Städte in Süditalien, an. Es gelingt ihm, in Kalabrien, am Fluss Elleporus einen Sieg zu erringen und so seine Vormachtstellung in Magna Graecia auszubauen.
- Marcus Furius Camillus wird zum dritten Mal für mehrere Monate zum römischen Diktator ernannt.

### Östliches Mittelmeer
- Chabrias ersetzt Iphikrates als Stratege Athens auf dem Peloponnes.
- Pharao Hakor schließt mit Athen einen gegen das persische Achämenidenreich gerichteten Bündnisvertrag.
- Leukon I. wird König des Bosporanischen Reichs.

## Geboren
- 389 oder 390 v. Chr.: Aischines, griechischer Redner († um 314 v. Chr.)

## Gestorben
- Aristophanes, athenischer Diplomat (* um 425 v. Chr.)